# Erica subdivaricata
Erica subdivaricata là một loài thực vật có hoa trong họ Thạch nam. Loài này được P.J.Bergius mô tả khoa học đầu tiên năm 1767.